# Otakar Čapek
Otakar Čapek (26. března 1893 Hvožďany – 11. ledna 1967 Praha) byl osobnost české mystiky, spisovatel, autor několika odborných, dětských a duchovních knih, předseda spolku Psyché, agrární a politický činovník, jenž se stal obětí bolševického monstrprocesu.

## Stručný životopis
Narodil 26. března 1893 ve Hvožďanech na Blatensku. Měl o pět let mladšího bratra Arnošta a tři sestry: Růženu, Marii a Helenu. V roce 1920 dosáhl právnického doktorátu a o dva roky později se z něj stal ještě zemědělský inženýr. V roce 1923 vydal odbornou publikaci o chovu domácího vepřového bravu, za kterou získal titul třetí – byl promován na doktora technických věd.
V roce 1924 se oženil s Marií Dandovou, s níž měl tři dcery. V roce 1924 Otakar a Arnošt společně se svým otcem zakoupili od hraběte Kolowrata zámek Košátky a k němu náležející panství. Kolem roku 1925 se oba bratři seznámili se spisovatelem Karlem Weinfurterem a roku 1929 se stali zakládajícími členy jeho mystického spolku Psyché. V roce 1933 se Otakar rozvedl. Poté, co byl zcela zadlužený velkostatek Košátky v roce 1938 prodán v dražbě, živil se Otakar jako spisovatel a věnoval se zájmům duchovním a politickým.
Karel Weinfurter, který s Otakarem počítal coby se svým nástupcem, jej před svou smrtí (1942) požádal, aby se postaral o jeho manželku Boženu a také o spolek Psyché. Po Weinfurterově smrti se oficiálně stal zemědělským dělníkem na hospodářství Boženy v Bučovicích a vzali se brzy po válce roku 1945. Společně pak obnovili spolek Psyché jehož se stal předsedou a jeho manželka se starala o veškerou administrativu. Tyto aktivity ukončily komunistické úřady zákazem činnosti spolku roku 1951. Zemřel po úraze 11. ledna 1967 ve věku 73 let.

## Politická činnost

### Profašistické a agrární aktivity
V roce 1922 se stal členem studentské profašistické organizace, která vydávala časopis Výzva, do něhož přispíval. Stal se členem a později místopředsedou Národního hnutí, které vystoupilo proti úmyslu tehdejšího ministra zahraničí dr. Edvarda Beneše, který se chystal oficiálně uznat existenci RSFSR, pozdějšího SSSR. V roce 1925 vstoupil do Práškovy agrárně konzervativní strany za kterou v témže roce kandidoval na poslance. Zvolen ale nebyl a strana se rozpadla. Roku 1926 vstoupil do Národní obce fašistické, v níž se stal ihned místopředsedou. Jejím mottem bylo: „Blaho vlasti – zákon nejvyšší!“ Vůdcem byl rodinný přítel Čapků generál Radola Gajda; v novinách se jim také říkalo „gajdovci“.
Veřejně vystupoval jak proti předválečné amerikanizaci české společnosti, tak proti pozdějšímu poněmčování či bolševizaci – tedy vždy za ryze české národní zájmy. Na konci druhé světové války bojoval se zbraní v ruce proti Němcům na pražských barikádách, přičemž byl zraněn střelou do nohy. Po válce byly Košickým vládním programem zakázány strany, jež se „provinily na zájmech národa za protektorátu“. K těm patřila i strana agrární, celým názvem „Republikánská strana zemědělského a malorolnického lidu“.

### Proces se Zelenou internacionálou
Po únorovém puči se nemohl vnitřně smířit s nástupem bolševismu v Československu, věřil v brzký návrat předválečných časů a podílel se na práci skupiny kolem bývalého ministerského rady ing. Tomáše Mrkvana, která se na ně měla připravit. Čapek jako zemědělský odborník navrhl připravit program chystané agrární strany, s nímž by šla do voleb, návrh ale byl ostatními odmítnut jako předčasný. 24. května 1951 byl zatčen, vyslýchán a 24. srpna vzat do vazby. 23. dubna 1952 začal tzv. proces se Zelenou internacionálou, ve kterém prokurátor Miroslav Kolaja skupinu obžaloval z rozvětveného protistátního spiknutí, řízeného ze západu Mezinárodní selskou unií, tzv. Zelenou internacionálou.
Ačkoliv na začátku byl proces notně propírán v tisku (vyšla dokonce brožura Agenti Zelené internacionály – nepřátelé naší vesnice), po odsouzení už tomu bylo jinak. V průběhu vyšetřování bylo totiž příliš mnoho nesrovnalostí a žádný důkaz viny, pouze psychicky i fyzicky utrápení obvinění a vynucená doznání s řadou rozporů ve výpovědích. Režim najednou neměl zájem, aby se o existenci procesu veřejně vědělo, a tak poté, co dostal své oběti za mříže, se o něm již nemluvilo a nepsalo a jeho protagonisté nebyli pro jistotu ani veřejně pranýřováni. Proto je i dnes obecné povědomí o procesu se Zelenou internacionálou mezi veřejností mizivé.

### Vězení
Podobně jako většina obviněných dostal za tuto vymyšlenou protistátní činnost doživotní trest. Propuštěn byl na začátku roku 1964, když soud zjistil, že „stupeň nebezpečnosti trestné činnosti by dnes hodnotil jiným stupněm, než se stalo v původním řízení“. Ve vězeních v Leopoldově, ve Valdicích a v Ilavě strávil více než 12 let.

## Dílo
- Encyklopedie okultismu, mystiky a všech tajných nauk, Edice Psyche, Praha 1940, 371 stran
- Příběh liščí rodiny, A. Hynek, Praha 1927, ilustrace V. L. Anderle, 167 stran
- Turnaj ledňáčků Praha, 1946
- Co máme vědět o Habeši a sousedních italských koloniích, vlastním nákladem, Košátky 1935, 31 stran
- Ježíš Kristus ve světle mystiky, nákladem Boženy Weinfurterové, Praha 1948, 155 stran, náklad 2000 výtisků
- Košátky (turistická příručka), nákladem Edice Psyche, Praha 1933, obsahuje 19 fotografií (mj. od K. Weinfurtera), 24 stran
- Láska královny Hatčepsut a jiné egyptské příběhy, Edice Psyche, Praha 1934, 125 stran
- Ledňáčkové v Kladsku, upravil Ladislav Veselský, B. Stýblo (Stýblova knihovna mládí, sv. 3), Praha 1947, ilustrace V. Junek, 100 stran, náklad 3300 výtisků
- Náš domácí chov vepřového bravu a prostředky ku jeho zdokonalení
- A. Neubert (Rolníkova knihovna č. 66), Praha 1923, množství obrazových příloh, 111 stran
- Poslední německá monarchie (knížectví Liechtensteinské), Edice Psyche, Praha 1939, 35 stran
- Proč se znovuzrozujeme?, vycházelo časopisecky na pokračování v revue „Psyche“ roč. XIX./1948
- Srnec Blesk, Zora, Praha 1924, 114 stran
- Tajemství košáteckého hradu, I. kniha: Šlechtična Cambo Ziegner, Praha 1927, 213 stran
- Turnaj ledňáčků, upravil Ladislav Veselský, B. Stýblo (Stýblova knihovna mládí, sv. 1), Praha 1946, ilustrace J. Fišer, 88 stran, náklad 2000 výtisků
- Zhasla hvězda nad Dakotou, přehlédl a upravil František Klaus, V. Šeba, Praha 1946, ilustrace F. Fiala, 135 stran, náklad 5000 výtisků
- Zlatá zrnka mystická, nákladem Boženy Weinfurterové, Praha 1947, 93 stran, náklad 2000 výtisků
- Články v revue Psyche 1930–1948